# ريكو تاكيدا
ريكو تاكيدا (باليابانية: 武田麗子؛ بالكانا: たけだ れいこ) هي فارسة ‏ يابانية، ولدت في 14 ديسمبر 1984 في شيكاغو في الولايات المتحدة.

## وصلات خارجية
- ريكو تاكيدا على موقع الاتحاد الدولي للفروسية (الإنجليزية)
- ريكو تاكيدا على موقع FEI (رابط بديل) (الإنجليزية)
- ريكو تاكيدا على موقع أوليمبيديا (الإنجليزية)